# Arvid Wittenberg

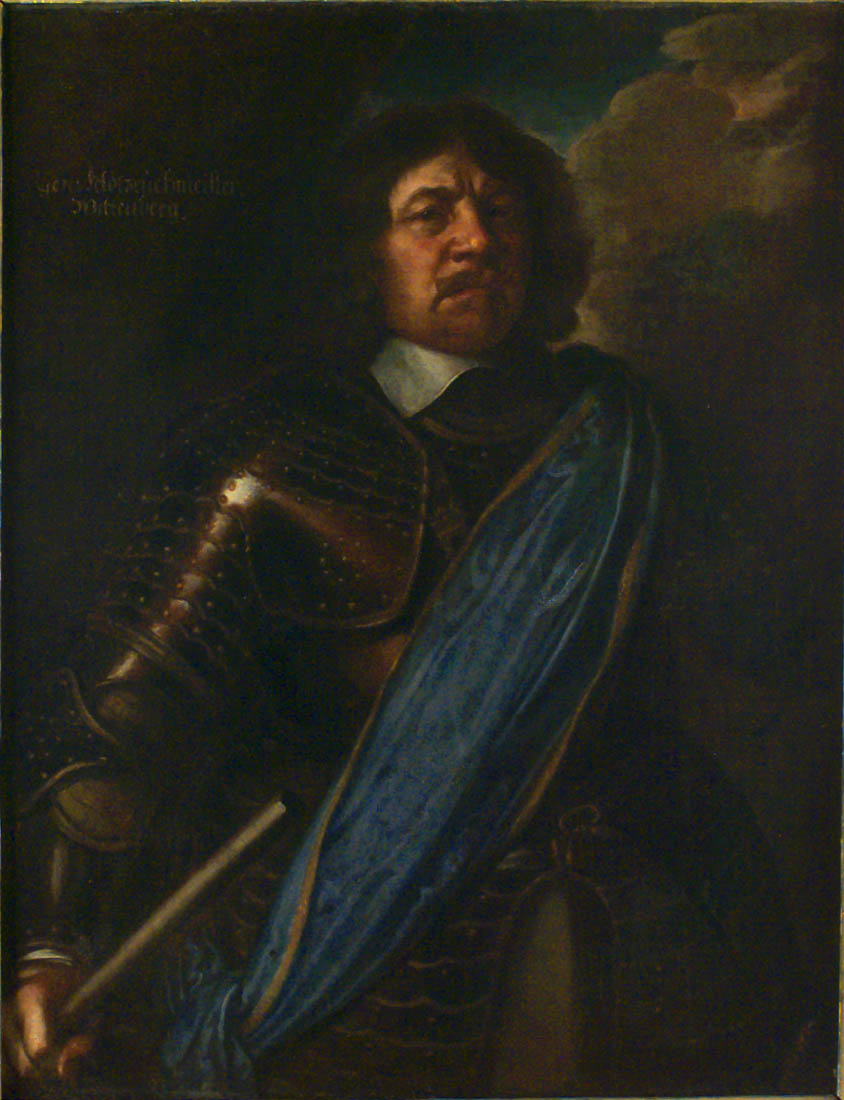
Arvid Wittenberg

Graf Arvid Wittenberg (* 1606 in Porvoo; † 7. September 1657 in Zamość) war ein schwedischer Offizier, seit 1655 im Range eines Feldmarschalls.
Wittenberg trat als Sechzehnjähriger in die Armee ein, zeichnete sich 1636 in der Schlacht bei Wittstock aus, wurde 1639 zum Generalmajor befördert. Wittenberg war Befehlshaber des rechten Flügels der schwedischen Armee in den Schlachten bei Breitenfeld (1642) und Jankau (1645). Im Polnischen Krieg des Wittelsbachers Karl X. Gustav eroberte Arvid Wittenberg Krakau im Jahre 1655 und wurde zum Oberbefehlshaber von Warschau ernannt, musste jedoch 1656 nach der erfolgreichen Belagerung der polnischen Hauptstadt durch König Johann II. Kasimir kapitulieren. Er starb als polnischer Kriegsgefangener.